# Zhang Xiaogang

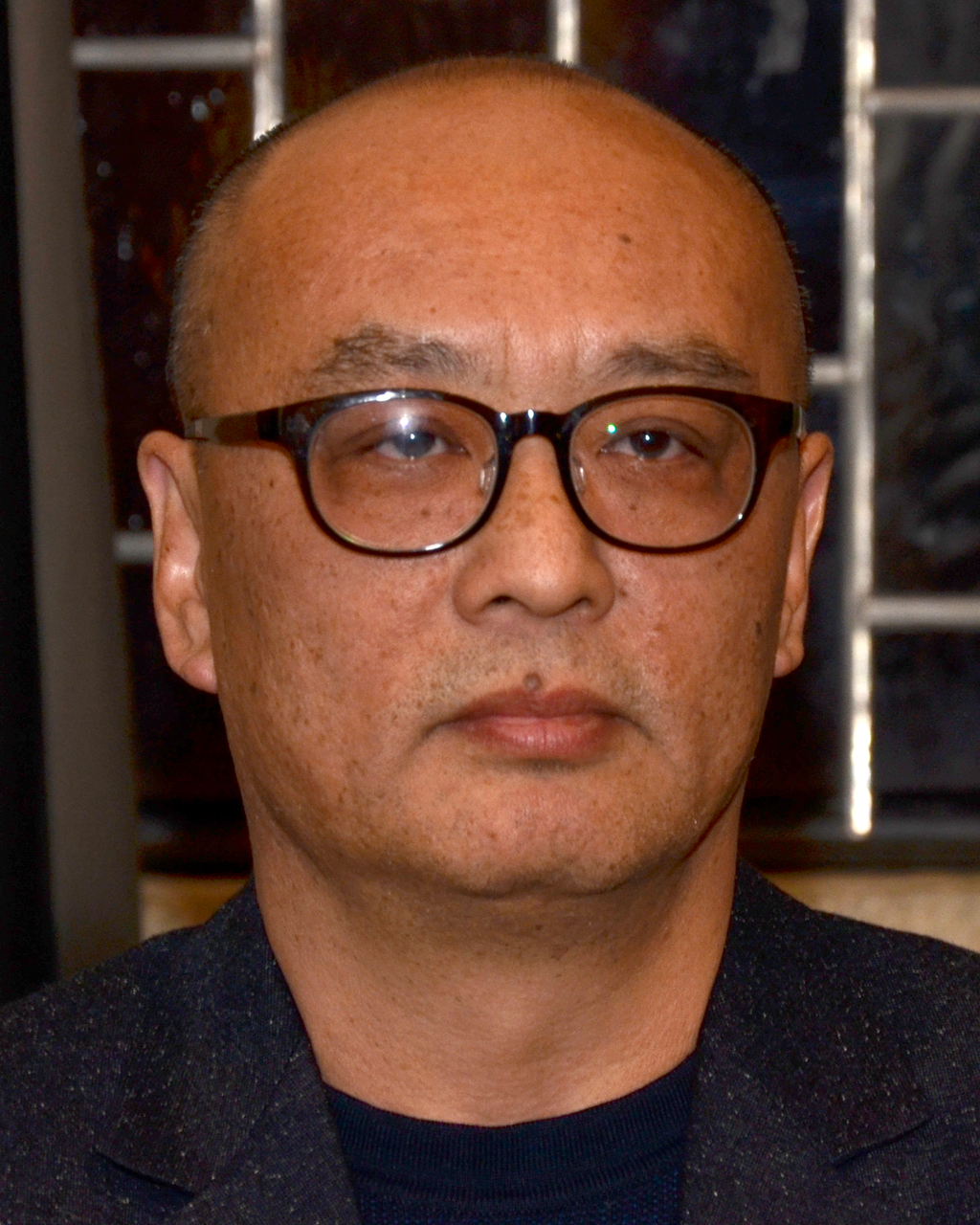
Zhang Xiaogang (2018)

Zhang Xiaogang (* 1958 in Kunming, Yunnan) ist ein chinesischer Künstler.

## Leben
Im Kindesalter wurde Zhang in ein Erziehungslager gebracht. Zhang studierte von 1976 bis 1982 an der Hochschule der Künste Sichuan in Chongqing. Hier ließ er sich vom Surrealismus sowie van Gogh und Millet inspirieren. Nach seinem Abschluss schloss er sich einer Gruppe junger Avantgarde-Maler an.

## Wirken
Zhang gilt als einer der bedeutendsten Künstler der zeitgenössischen chinesischen Kunstwelt. Berühmtheit erlangte er mit Familienporträts aus der Zeit der Kulturrevolution. Sein Stil wird als surreal beschrieben.
Für seine Kunstwerke werden mittlerweile Rekordpreise gezahlt. Seine Werke wurden in zahlreichen Einzel- und Gruppenausstellungen weltweit ausgestellt. Zhang erhielt für seine Werke mehrere Preise, darunter den Bronzepreis bei der 22. Biennale in São Paulo (1994).